# Monaster Zamfira
Monaster Zamfira (rum: Mănăstirea Zamfira) – żeński rumuński klasztor prawosławny położony w Lipănești, na północ od Ploeszti, w okręgu Prahova, w Rumunii..
Klasztor jest wpisany na listę obiektów zabytkowych pod numerem PH-II-a-A-16860.